# Scherzo
El scherzo (plural italiano: scherzi, aunque en español se usa también scherzos, pronunciado ['skɛrʦo][cita requerida], la palabra italiana equivale a la española escarceo (jugueteo o broma en la andadura durante un trote) es el nombre que se da a ciertas obras musicales o a algunos movimientos de una composición más grande como una sonata o una sinfonía. Significa "broma" en italiano. A veces se coloca la palabra scherzando en la notación musical para indicar que un pasaje se debe tocar de una manera juguetona o graciosa.
El scherzo se desarrolló a partir del minueto, y gradualmente lo fue sustituyendo en el tercer (o a veces segundo) movimiento de la sonata, el cuarteto de cuerdas, la sinfonía y obras semejantes. Tradicionalmente conserva el compás de 3/4 y la forma ternaria del minueto, pero es considerablemente más rápido. Es a menudo, pero no siempre, de naturaleza alegre. Hay algunos scherzi que no están en compás 3/4, por ejemplo en la sonata para piano n.º 18 de Beethoven. En sí, el scherzo es una forma binaria (se expone un primer tema, a veces modula a una tonalidad vecina como la dominante o la relativa mayor/menor, luego sigue un segundo tema en la nueva tonalidad, y la pieza termina con el retorno del primer tema); pero, como en el minuet, generalmente está acompañado por un trío seguido por una repetición del scherzo, creando una forma ABA o forma ternaria. A veces cada parte se toca dos veces o más (ABABA). El tema "B" es un trío, de textura más ligero para pocos instrumentos. No está necesariamente escrito para tres instrumentos, como el nombre lo indica.
Joseph Haydn escribió minuetos que están muy cerca del carácter de los scherzi, pero fueron Ludwig van Beethoven y Franz Schubert los que utilizaron por primera vez extensamente esta forma; particularmente Beethoven que convertía el ritmo cortesano del minuet en una danza mucho más intensa - incluso a veces salvaje.
En muchos scherzi de Beethoven, como el de la Sinfonía N.º 6, el trío aparece dos veces; la segunda a veces está variada y tras ella el material del scherzo regresa a menudo en forma más breve y con una coda. La estructura con dos tríos también se encuentra en las sinfonías números 4, 5 y 7. Robert Schumann, como lo observó Cedric Thorpe-Davie, utilizaba muy frecuentemente dos tríos, que eran diferentes, al igual que en varios minuetos de Mozart.
El scherzo siguió siendo un movimiento estándar en la sinfonía y formas relacionadas durante el siglo XX. Los compositores comenzaron también a componer scherzi como piezas independientes, estirando los límites de la forma. Los bien conocidos cuatro scherzi de Frédéric Chopin para piano son oscuros y dramáticos, y difícilmente se considerarían "bromas". Schumann dijo de ellos: "¿Cómo se debe vestir la seriedad si la broma se pasea con oscuros velos?" Los scherzi de Mendelssohn suelen ser ligeros, mientras que los de Brahms suelen ser serenos o apasionados. En las sinfonías de Anton Bruckner, el scherzo a veces adquirió un carácter violento, demoníaco y apocalíptico; en las de Gustav Mahler y Dmitri Shostakóvich tienen una atmósfera grotesca y tragicómica.
Un uso sin relación con lo mencionado sucede en los madrigales del Renacimiento, que a veces se llamaron scherzi musicali. Por ejemplo, Claudio Monteverdi escribió dos cuadernos de obras con este título, el primero en 1607, y el segundo en 1632.